# Diego Domínguez (rugbista)
Diego Daniel Domínguez (Córdoba, 25 de abril de 1966) es un exjugador argentino de rugby que se desempeñaba como apertura y jugó para las selecciones de Argentina e Italia.
Es el mayor goleador histórico de la Azzurra con 983 puntos en 74 partidos, como así también del seleccionado italiano en Copas del Mundo con 98 puntos. Diego Domínguez se encuentra en el selecto grupo de los cinco jugadores históricos que lograron marcar mil puntos en selecciones, conjuntamente con el neozelandés Dan Carter, el inglés Jonny Wilkinson, el galés Neil Jenkins y el irlandés Ronan O'Gara.

## Carrera
Se formó deportivamente en el Club La Tablada. Se fue a Italia para jugar en el Amatori Milano y pasar en 1997 al club francés, Stade Français donde fue clave en la obtención de los Campeonatos del Top 14 1998, 2000, 2003 y 2004 además de la única Copa de Francia que jugó dicho Club: la de 1999. Se retiró definitivamente del rugby el 26 de junio de 2004. En su último partido, el Stade Français se consagró Campeón del Top 14. En dicho partido Domínguez anotó 20 puntos.

## Selección nacional
Debutó en los Pumas en el año 1989 contra Chile. Solo jugó dos partidos para los Pumas, en los que marcó 29 puntos. Posteriormente jugaría para el seleccionado de Italia pues pudo adquirir la ciudadanía de ese país al tener una abuela italiana. Su último partido para la selección de Italia fue a comienzos del año 2003 frente a Irlanda.

### Participaciones en Copas del Mundo
Disputó la Copa del Mundo de Rugby de Inglaterra 1991, en la que la Azzurra comenzó el Mundial venciendo a Estados Unidos pero luego fue derrotada por el XV de la Rosa y los All Blacks. Cuatro años más tarde participó en Sudáfrica 1995 venciendo a Argentina y perdiendo con Samoa y con Inglaterra. Jugó su último mundial en Gales 1999, en el que los italianos no consiguieron ninguna victoria.
| Mundial                       | Sede       | Resultado      | PJ | Puntos |
| ----------------------------- | ---------- | -------------- | -- | ------ |
| Copa Mundial de Rugby de 1991 | Inglaterra | Fase de grupos | 3  | 29     |
| Copa Mundial de Rugby de 1995 | Sudáfrica  | Primera fase   | 3  | 39     |
| Copa Mundial de Rugby de 1999 | Gales      | Primera fase   | 3  | 30     |

## Palmarés
- Campeón de la European Nations Cup de 1995/97.
- Campeón del Sudamericano de 1989.
- Campeón del Top 14 de 1997/98, 1999/00, 2002/03 y 2003/04.
- Campeón de la Copa de Francia de 1998/99.
- Campeón del Campeonato Nacional de Excelencia de 1990/91, 1991/92, 1994/95 y 1995/96.
- Campeón de la Copa Italiana de 1994/95.